# 謫仙記
〈謫仙記〉是白先勇早期的短篇小說，小說於1965年7月發表在《现代文学》第二十五期，1967年收錄於小說集《謫仙記》中。2007年出版的《紐約客》小說集，開首兩篇分別是〈謫仙記〉及2003年創作的〈謫仙怨〉。

## 內容簡介
故事敘述四位家勢顯赫上海的大小姐李彤、黄慧芬、张嘉行、雷芷苓的故事。1946年，四位十七八歲的名門大小姐一起風光地出國，留學美國麻省威士禮女子大學。在上海機場時，四人不約而同的都穿上了一襲紅旗袍，站在一塊兒時宛如一片紅霞，李彤說她們四人是「四強」（中美英俄），李彤代表「中國」、張嘉行代表「俄國」。
主角李彤在美國威士禮大學時，經常一身綾羅綢緞，使美國人以為她是中國的皇帝公主，更選她為「五月皇后」。1949年，李彤父母一家人從上海逃難出來，乘太平輪沉沒事件到臺灣，途中發生沉沒意外，父母罹難，家當也全淹沒了。這事改變了李彤的一生，她得到消息時大病了一個多月，對她而言，人生早該在父母意外時就結束。她不斷的換男友，沉醉於不羈生活，最後在威尼斯游河跳水自殺以求解脫。
《謫仙記》不同於《臺北人》的其它故事，〈謫仙記〉影射著海外華人墮落的意味很重，整個故事情節是透過黄慧芬的丈夫“陳寅”的敘述發展而來，陳寅初識李彤，是在自己的婚禮上，陳寅形容她“着实美得惊人。像一轮骤从海裏跳出来的太阳，周身一道道的光芒都是扎得人眼睛发疼的”，愛喝烈酒、愛賭錢，愛唱反調，我行我素，追求者眾，男朋友一個換過一個。陳寅與李彤兩人有點惺惺相惜，卻又沒發展出越礼负罪的爱情，陳寅成為現實中理性的一面，強烈的反映出李彤叛逆的性格。
白先勇創作的短篇小說大多崇拜阿宕尼斯（Adonis）式的美少年，很少以大量篇幅描寫女性的美感，《謫仙記》對李彤極盡華麗的描寫，可以說是白先勇小說中的少數。

## 小說人物
| 人物   | 簡介 |
| 李彤   | 小說女主角，出身高官家庭。1946年，李彤、黃慧芬、張嘉行、雷芷苓，四位就讀上海貴族中學中西女中的同學兼好友一同出國，負笈美國麻省威士禮女子大學。1949年，李彤父母坐太平輪從上海到臺灣途中發生意外罹難，之後家道中落。 畢業後任職服裝設計部門副主任。最後在義大利威尼斯遊河跳水自殺。 |
| 陳寅   | 黃慧芬的丈夫。麻省理工學院畢業。 |
| 黃慧芬 | 李彤中學和大學的同學兼好友。丈夫是陳寅。 |
| 莉莉   | 陳寅和黃慧芬的女兒。 |
| 張嘉行 | 李彤中學和大學的同學兼好友。丈夫是一位姓王的醫生。 |
| 雷芷苓 | 李彤中學和大學的同學兼好友。丈夫是一位名叫江騰的工程師。 |
| 王玨   | 在哈佛法學院念書的男學生，曾經追求李彤。 |
| 周大慶 | 陳寅之朋友，曾經追求李彤。 |
| 鄧茂昌 | 古玩店老闆，擅長賭馬。 |

## 相關電影
1988年，谢晋拍攝的劇情片《最後的貴族》，就是由白先勇、蔡康永根据白先勇的《謫仙記》改編的，劇中潘虹飾演李彤，濮存昕飾演陳寅。